# Necrodome
Necrodome is een first-person shooter/racespel uit 1996 ontwikkeld door Raven Software.

## Gameplay
In de verre toekomst wordt er in de autosport gestreden tussen zwaarbewapende auto's. In meer dan dertig besloten arena's dient de speler tegenstanders kapot te schieten. De speler kan het voertuig verlaten om te voet verder te vechten, maar is op dat moment wel zeer kwetsbaar.